# Vincenzo Zadel
Vincenzo Zadel (Fiume, 7 febbraio 1937 – Zaule di Liburnia, 7 luglio 2020) è stato un calciatore jugoslavo.
Spesso appellato Enzo Zadel o anche Vinko Zadel, il suo soprannome era "bacolo".
Militò per cinque stagioni nel massimo campionato jugoslavo con la casacca del Rijeka e per cinque stagioni nel massimo campionato turco con la casacca dell'Altınordu.

## Biografia
Nacque il 7 febbraio 1937 nel quartiere Cittavecchia di Fiume, all'epoca facente parte del Regno d'Italia. La famiglia poi traslocò più volte, pur non cambiando città. Il padre proveniva dalla Carniola, la madre Palma invece era di Fiume e trovò impiego dapprima come bidella e poi come responsabile di un negozio di alimentari. Il padre fu deportato in Germania nel corso della seconda guerra mondiale e non si ebbero più notizie di lui, per cui Enzo Zadel fu cresciuto, insieme ai due fratelli e alla sorella, dalla madre e dalla nonna.
Anche dopo la cessione di Fiume alla Jugoslavia, sancita dal trattato di pace del 1947 (anche se gli jugoslavi già l'amministravano da un biennio), la sua famiglia decise di rimanere, a differenza di gran parte della popolazione cittadina, esodata. Verso la fine degli anni quaranta la famiglia si era trasferita nelle vicinanze dell'ex campo Cellini, dove giocava la principale squadra cittadina, dal nome bilingue Quarnero/Kvarner (nel 1954 cambiò denominazione in Rijeka), e ciò contribuì alla nascita della sua passione per il calcio. Era tra i ragazzi che aiutavano Piero Blasich, il guardiano del campo, a portare manualmente l'acqua necessaria per irrigare il campo da calcio, e fu proprio Blasich ad affibbiargli il soprannome di "Bacolo" per via della carnagione scura.
Entrato nelle giovanili del Rijeka, all'epoca allenate da Nikola Dukovic, nel 1957 fu promosso in prima squadra ma subito dopo arrivò la chiamata alle armi, anche se disputò comunque diverse partite di Seconda Lega (Druga Liga) nella stagione 1957-1958 prima che il comando dell'esercito jugoslavo proibisse ai calciatori di disputare partite nelle competizioni ufficiali in concomitanza col servizio militare. Alla fine della stagione 1957-1958 il Rijeka conquistò la promozione in Prima Lega (Prva Liga), il massimo campionato jugoslavo. In occasione della partita Rijeka-Hajduk, valida per la Prva Liga 1958-1959, il colonnello suo superiore, tifoso dell'Hajduk, organizzò un'amichevole tra il club spalatino e la squadra della caserma di Laurana, dove Zadel svolgeva il servizio militare: Zadel segnò una tripletta contro l'Hajduk nella suddetta amichevole, vinta a sorpresa per 4-2 contro una squadra di massima serie, per cui il colonnello suo superiore gli propose il trasferimento all'Hajduk; questo tentativo di sottrarre Zadel al Rijeka fu però fermato sul nascere dal massaggiatore della squadra fiumana, che convinse il giocatore a restare e gli fece firmare un contratto da semiprofessionista (il campionato jugoslavo all'epoca non era pienamente professionistico).
Finito il servizio militare, nella stagione 1959-1960 Zadel debuttò nel massimo campionato jugoslavo con la casacca del Rijeka. Nelle prime due stagioni era spesso relegato in panchina venendo di rado impiegato in campionato: nella stagione 1959-1960 totalizzò una presenza e zero reti, in quella successiva cinque presenze sempre senza segnare reti. Il suo scarso impiego provocò le proteste del quotidiano locale La Voce del popolo che avviò una polemica con gli allenatori del Rijeka per aver relegato in panchina una delle migliori promesse del vivaio. Nelle stagioni successive, invece, divenne titolare, totalizzando 21 presenze e 4 reti nella stagione 1961-1962, 26 presenze e 10 reti nella stagione 1962-1963, e 21 presenze e una rete nella stagione 1963-1964. Era mezzala destra nonché uno specialista nel battere i calci di rigore sbagliandone uno solo nel corso della militanza in massima serie con il Rijeka. Fu il capocannoniere della squadra per due stagioni di fila. In totale con il Rijeka segnò 22 reti in sette stagioni.
Nel 1964, con il contratto in scadenza e il fallimento delle trattative per il rinnovo a causa di un mancato accordo sull'ingaggio, Zadel decise di trasferirsi allo Sloboda Tuzla, compagine bosniaca militante nella Druga Liga (Seconda Lega) jugoslava, firmando un contratto da un milione e mezzo di dinari a stagione. Al termine della stagione, con il contratto in scadenza, Zadel entrò in trattative per passare all'Olimpia Lubiana ma poi decise di rimanere allo Sloboda per un'altra stagione, rinnovando il contratto. In totale segnò 41 reti in campionato nelle due stagioni allo Sloboda.
Nel 1966 decise di trasferirsi all'Altınordu, compagine turca di massima serie, rimanendovi fino al 1971. Successivamente andò a giocare in Svizzera, ingaggiato dall'Yverdon militante all'epoca in Prima Lega. Poiché le leggi vigenti all'epoca concedevano l'immigrazione in Svizzera soltanto per motivi di studio o di lavoro, Zadel, che in gioventù aveva appreso il mestiere di idraulico alla scuola di avviamento professionale a Fiume, fu assunto dall'officina idraulica di proprietà del presidente dell'Yverdon. Si ritirò a 38 anni, anche se continuò a praticarlo a livello amatoriale fino ai 63.
Stabilitosi a Villeneuve, sempre in Svizzera, prese il diploma alberghiero e per circa un quindicennio gestì un hotel insieme alla compagna Rosa. Dopo la morte della compagna il figlio di quest'ultima preferì vendere l'albergo e Zadel, ormai andato in pensione, tornò a Fiume. Si spense il 7 luglio 2020 nella Casa degli anziani di Zaule di Liburnia dove passò gli ultimi giorni di vita.